# Uísque americano

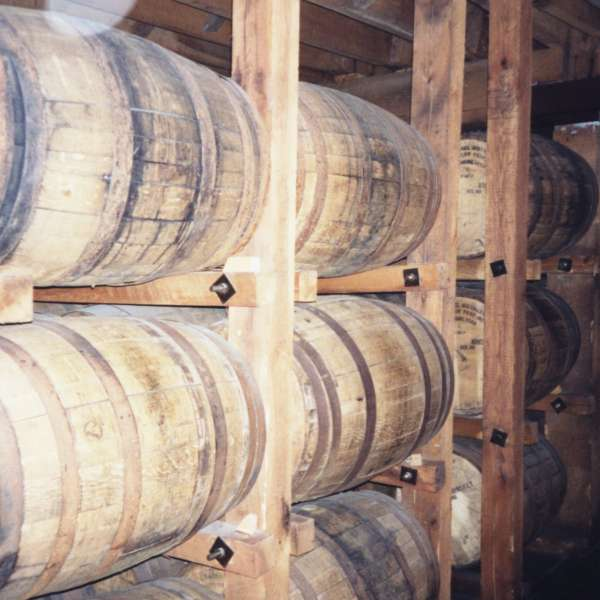
Tonéis de carvalho na destilaria Jack Daniel's

O uísque americano (em inglês: american whiskey) é uma variação de uísque produzida nos Estados Unidos. É uma bebida destilada produzida a partir de uma massa de cereais fermentados.

## Tipos
Os tipos mais comuns listados nas regulações federais são:
- Bourbon whiskey — cuja origem consiste de pelo menos 51% de milho;
- Rye whiskey ("uísque de centeio") — pelo menos 51% de centeio;
- Corn whiskey ("uísque de milho") — pelo menos 80% de milho;
- Straight whiskey ("uísque puro") — inespecífico ao tipo de grão, é uma variação envelhecida em tonéis de carvalho por 2 anos ou mais e destilada a não mais que 80% de álcool por volume, e derivado de não menos que 51% de qualquer grão.

Nenhum desses tipos de american whiskey deve ser destilado acima de 80% de álcool por volume. Com exceção do corn whiskey, todos os tipos devem ser armazenados em tonéis de carvalho novos. Não precisam ser necessariamente envelhecidos, mas caso o sejam, os tonéis devem ser novos ou não-usados, e o envelhecimento deve ter um período curto, como seis meses. Se o envelhecimento de um desses tipos alcança pelo menos dois anos, o uísque pode ser chamado straight, como "straight bourbon whiskey".
O uísque blended (em inglês: "combinado", "misturado") pode combinar o straight whiskey com uma variação não envelhecida, outros grãos, sabores e cores.